# Cela (Alcobaza)
Cela es una freguesia portuguesa situada en el municipio de Alcobaza. Según el censo de 2021, tiene una población de 3075 habitantes.